# Darío Suro
Darío Antonio Suro García-Godoy (La Vega, 13 de junio de 1917 – Santo Domingo, 18 de enero de 1997) fue un pintor, crítico y diplomático de República Dominicana. Fue sobrino del pintor Enrique García Godoy, su primer profesor de arte. Junto a Yoryi Morel y Jaime Colson, es considerado uno de los fundadores de la escuela de modernismo en la pintura dominicana.
Nacido en una familia con vocación por las artes y la política en la región del Cibao, Darío Suro fue pariente de eminentes dominicanos. Fue nieto del novelista Federico García Godoy y bisnieto del poeta y educador Federico García Copley, también fue sobrino del pintor y escultor Enrique García-Godoy Ceara (abuelo del caricaturista Harold Priego García-Godoy) y de la diputada Rosa Delia García-Godoy Ceara, quien llegó a ser gobernadora de La Vega. Además era primo del presidente Héctor García-Godoy Cáceres, y tío abuelo segundo de la actriz Laura García-Godoy Oliva.
Entre 1946 y 1948 se trasladó a México estudiando con los maestros del muralismo Diego Rivera, Agustín Lazo y Jesús Guerrero Galván. Sus temas de aquella época componen una interesante mezcla de las preocupaciones sociales y raciales de su país con el estilo muralista mexicano; tiene la fuerza expresiva dramáticamente social y con especial énfasis racial. Los trabajos de este período son los que más repercusión lograron en la posterior producción dominicana.
Al regresar de México, la Galería de Bellas Artes de Santo Domingo realizó la primera exposición monográfica del artista, la cual obtuvo gran aceptación y favorable crítica. La pintura de esta época muestra un nacionalismo bien inspirado y profundo, exento de puerilidades y de la pura copia de una temática localista.
A sus años en Madrid, donde se desempeñó como agregado cultural, corresponden una serie de obras que, aunque son la continuación de sus lineamientos figurativos desarrollados hasta entonces, constituyen un cambio formal y temático de expresión. Ese cambio refleja la conjugación no pretenciosa de lo primitivo con lo expresionista, desde un ángulo socializante exento de todo su subjetivismo. Otro cambio en la pintura de Suro es su penetración en lo abstracto, en la que «no hay que ver una actitud revolucionaria, sino una reacción contra el intelectualismo de su pintura precedente». 
Además de pintor, Darío Suro fue crítico de arte y diplomático. Expuso en colectivas internacionales y nacionales muy importantes. Realizó exposiciones individuales en Londres, París, Madrid, Italia, Colombia, Alemania y Estados Unidos de América, especialmente en el Riverside Museum de Glasgow, la galería de Rose Eried y en la Poindexter de Nueva York, las cuales han tenido merecidamente la acogida del público y de la crítica. Concurrió a numerosas bienales incluyendo la de Venecia, y la de Pittsburg, así como a las de Santo Domingo, obteniendo en todas premios y reconocimientos.